# Broadlands (château anglais)
Pour les articles homonymes, voir Broadlands (homonymie).
Broadlands est une maison de campagne anglaise, située dans la paroisse civile de Romsey Extra, près de la ville de Romsey dans le district de Test Valley du Hampshire, en Angleterre. Les jardins à la française et le paysage historique de Broadlands sont classés Grade II* dans le registre des parcs et jardins historiques. La maison elle-même est classée Grade I.

## Histoire
Le manoir d'origine et la zone connue sous le nom de Broadlands appartenaient à l'abbaye de Romsey depuis avant la conquête normande.
En 1547, après la dissolution des monastères, Broadlands est vendu à Sir Francis Fleming. Sa petite-fille a épousé Edward St Barbe et le manoir est resté la propriété de la famille St Barbe pendant les 117 années suivantes. Sir John St Barbe, 1er baronnet (c. 1655–1723) apporta de nombreuses améliorations à la propriété mais mourut sans enfants, léguant sa succession à son cousin Humphrey Sydenham de Combe, Dulverton. Dans le chœur de l'église d'Ashington, dans le Somerset, se trouve un monument de marbre gris et blanc sur lequel est inscrit :

« Here lies Sir John St. Barbe, Bart. possessed of those amiable qualities, which birth, education, travel, greatness of spirit, and goodness of heart, produce. Interred in the same vault lies his second wife Alice Fiennes, aunt to the present Lord Say and Sele. His first was Honour, daughter of Colonel Norton. He died at his seat of Broadlands in Hampshire Sept. 7, 1723, leaving for his only heir and executor Humphrey Sydenham, esq., of Combe in Somersetshire, who ordered this marble to his memory. »

Ayant été ruinée par la bulle de la mer du Sud du XVIIIe siècle, en 1736, Sydenham vendit Broadlands, avec son manoir Tudor et Jacobean, à Henry Temple, 1er vicomte Palmerston, pour 26 500 £. C'est ce dernier qui entreprit la déformalisation des jardins entre la rivière et la maison et réalisa les larges terres, une « douce descente vers la rivière ». En 1767, une transformation architecturale majeure de la maison et du jardin a été entreprise par Capability Brown, le célèbre architecte et paysagiste, et achevée par l'architecte Henry Holland, ce qui a conduit à faire de Broadlands la maison de campagne de style palladien que l'on voit aujourd'hui. Henry Temple, 2e vicomte Palmerston, avait demandé à Brown de s'y rendre et de développer le potentiel de l'ancien manoir. Entre 1767 et 1780, les premiers "travaux de déformalisation" de William Kent ont été achevés, ainsi que d'autres travaux d'aménagement paysager, de plantation, de défrichement et de rives.
Broadlands était le domaine de campagne du premier ministre britannique du XIXe siècle Henry John Temple, 3e vicomte Palmerston. Après sa mort, le domaine a été hérité par son beau-fils, William Cowper-Temple, 1er baron Mount Temple (1811–1888). Fervent chrétien, il a tenu des réunions de prière publiques dans le parc et a également interdit tous les sports sanguinaires sur la propriété. À sa mort, le domaine passa à un petit-neveu, Evelyn Ashley (1836-1907), fils cadet d'Anthony Ashley-Cooper, 7e comte de Shaftesbury (1801-1885). Par la suite, Broadlands passa au fils d'Evelyn Ashley, Wilfrid Ashley, 1er baron Mount Temple, qui mourut en 1939 et le laissa à sa fille Edwina Ashley, l'épouse de Lord Louis Mountbatten.
La reine Élisabeth II (alors princesse Élisabeth) et le prince Philip ont passé leur lune de miel à Broadlands en novembre 1947; le premier comte Mountbatten de Birmanie, dont Broadlands était la maison à l'époque, était l'oncle de Philip. En 1981, le prince et la princesse de Galles nouvellement mariés ont également passé les trois premiers jours de leur lune de miel à Broadlands, se rendant au domaine en train depuis la gare de Londres-Waterloo.

## Actuellement
Broadlands est la maison du comte et de la comtesse Mountbatten de Birmanie. La maison est ouverte au public pour des visites guidées les après-midi de semaine en été.
Le 1er août 2004, le groupe vocal pop irlandais Westlife a donné un concert à Broadlands dans le cadre de leur tournée Turnaround faisant la promotion de leur album Turnaround.